# Castell'Azzara
Castell'Azzara là một đô thị ở tỉnh Grosseto thuộc vùng Tuscany, nằm ở vị trí cách khoảng 120 km về phía đông nam của Florence và khoảng 50 km về phía đông của Grosseto. Tại thời điểm ngày 31 tháng 12 năm 2004, đô thị này có dân số 1.733 người và diện tích là 64,8 km².
Castell'Azzara giáp các đô thị sau: Piancastagnaio, Proceno, Santa Fiora, Semproniano, Sorano.

## Các địa điểm nổi bật
- Rocca Aldobrandesca (lâu đài).
- Nhà thờ San Nicola.
- Nhà thờ Madonna del Rosario.
- Villa Sforzesca, được Sforza xây vào cuối thế kỷ 16.